# Beatrice Lillie
Beatrice Gladys Lillie, née Constance Sylvia Gladys Munston le 29 mai 1894 à Toronto et morte le 20 janvier 1989 à Henley-on-Thames, est une actrice et humoriste canadienne naturalisée britannique,,,.

## Distinctions
Beatrice Lillie a reçu un Tony Award de la meilleure actrice dans une comédie musicale. Elle a une étoile sur le Hollywood Walk of Fame.
Elle a également été récompensée par le Prix Sarah-Siddons en 1953.

## Filmographie

### Films
- 1926 : Exit Smiling : Violet
- 1929 : The Show of Shows : Performer in 'Recitations' Number
- 1930 : Are You There? : Shirley Travis
- 1938 : Doctor Rhythm de Frank Tuttle : Mme Lorelei Dodge-Blodgett
- 1944 :  On Approval : Maria Wislack
- 1956 : Le Tour du monde en quatre-vingts jours  : Leader revivaliste londonienne
- 1967 : Millie : Mme Meers

### Courts métrages
- Beatrice Lillie (1929) : elle-même
- Beatrice Lillie and Her Boyfriends (1930) Vitaphone Varieties
- Broadway Highlights No. 1 (1935) : elle-même
- Broadway Highlights No. 2 (1935) : elle-même